# Marja Kubašec

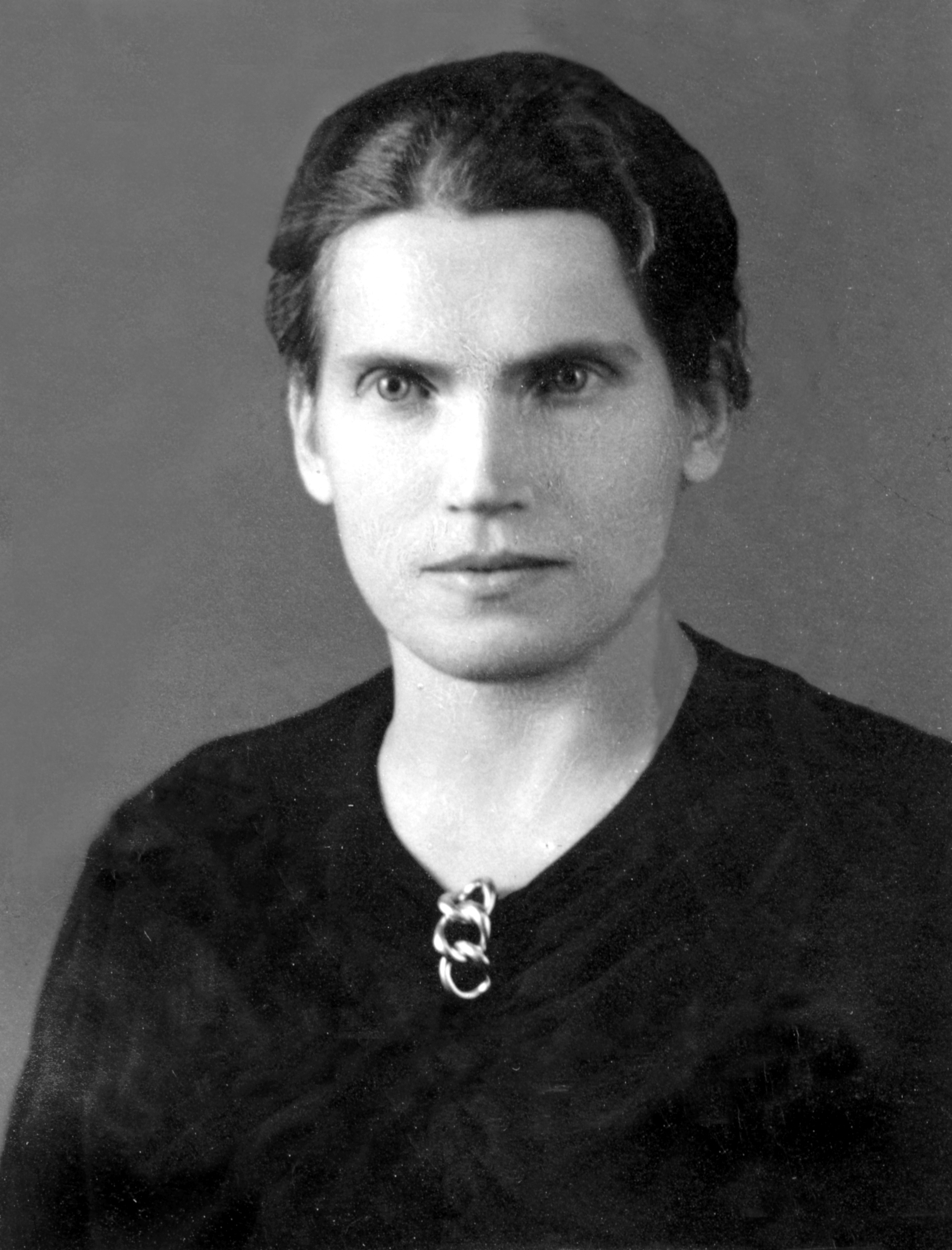
Marja Kubašec (1890–1976)

Marja Kubašec (deutsch Maria Kubasch; * 7. März 1890 in Quoos; † 13. April 1976 in Bautzen) war eine sorbische Schriftstellerin und die erste sorbische Lehrerin.

## Leben

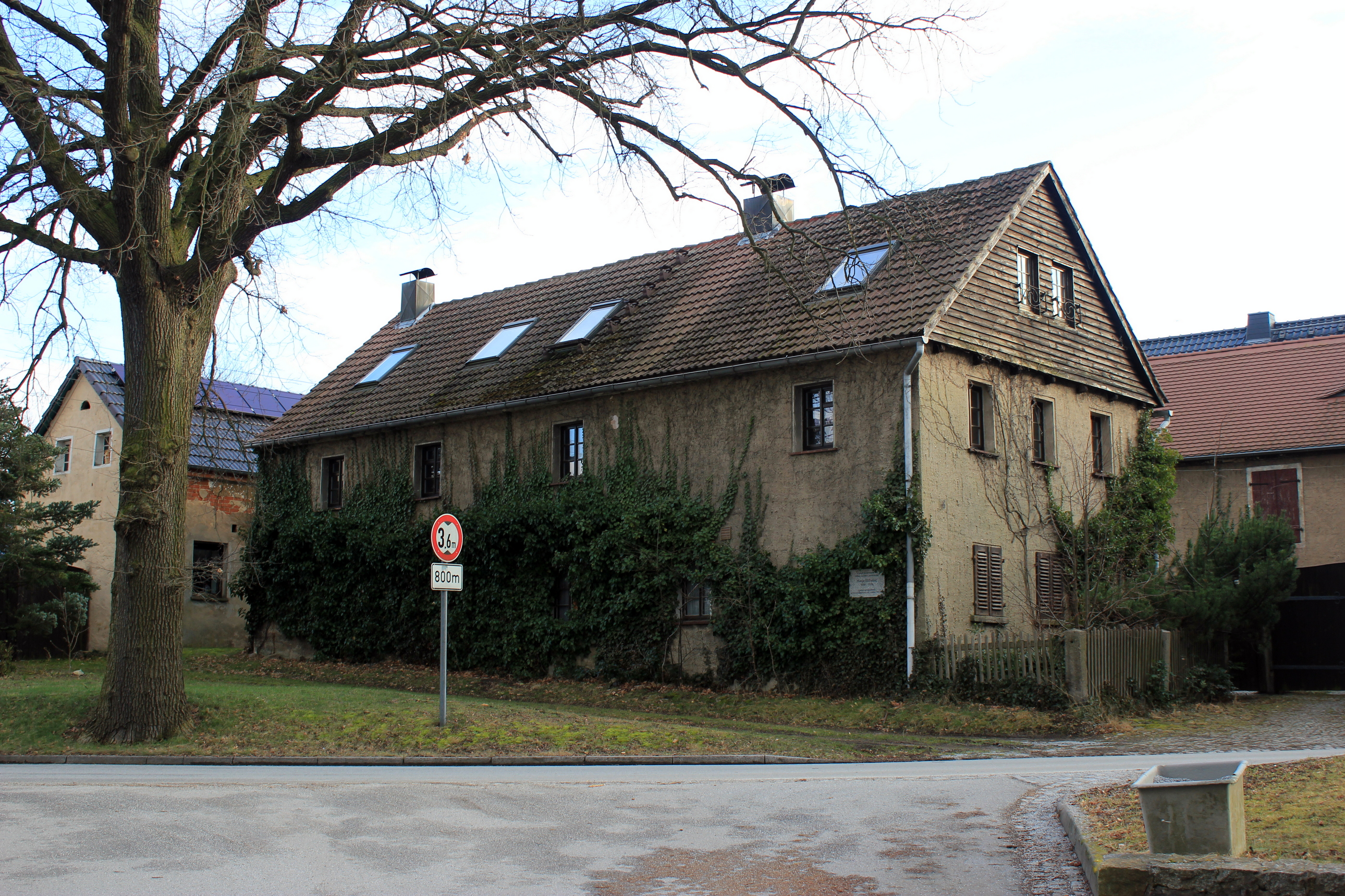
Geburtshaus in Quoos

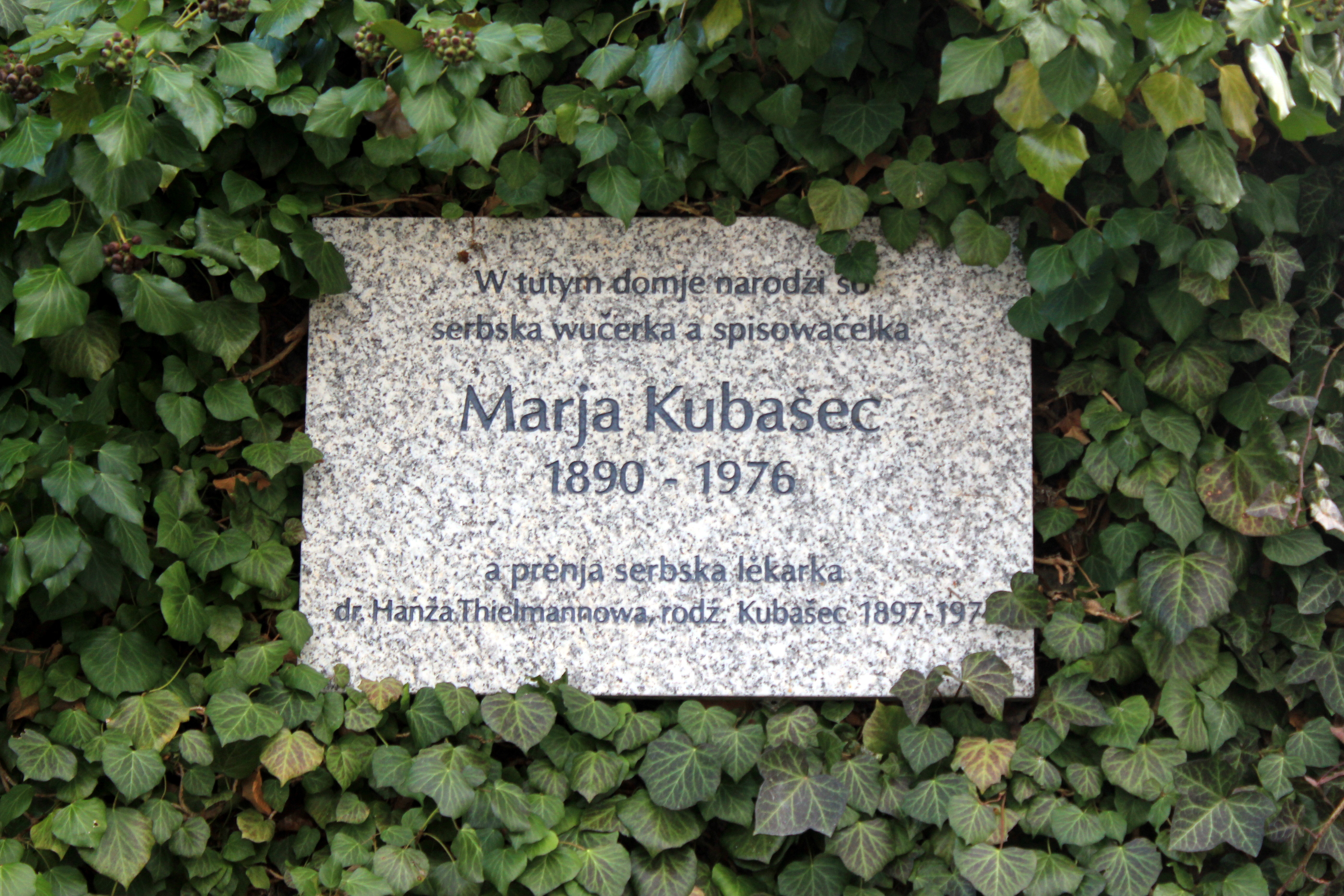
Gedenktafel am Haus

Marja Kubašec wurde in Quoos geboren und besuchte nach der Radiborer Volksschule von 1902 bis 1909 das Gymnasium in Erfurt. 1909 trat sie in Duisburg ihr erstes Lehramt an und kehrte 1911 in die Lausitz zurück. Dort war sie bis 1925 Lehrerin in Crostwitz, von 1925 bis 1938 an der Mittelschule in Pulsnitz und bis 1945 in Großröhrsdorf. Zum 1. Mai 1933 war sie der NSDAP beigetreten (Mitgliedsnummer 2.980.632). Nach dem Zweiten Weltkrieg wirkte sie deswegen zunächst nicht als Lehrerin, sondern unterrichtete an der Sorbischen Volkshochschule und als Mitglied des Bundesvorstands bei der Reorganisation der Domowina. 1949 wurde sie in Bautzen wieder als Lehrerin angestellt und von 1952 an arbeitete sie als Dozentin für sorbische und deutsche Literatur  am Sorbischen Lehrerseminar in Radibor bzw. Kleinwelka. Seit 1956 lebte sie als Rentnerin und Schriftstellerin in ihrem Geburtsort Quoos.
Nach der Rückkehr in die Lausitz wurde sie 1911 Mitglied der Maćica Serbska. Beeinflusst von Arnošt Muka und Ota Wićaz begann sie nach dem Ersten Weltkrieg, sich für die sorbische Nationalbewegung zu engagieren. In dieser Zeit war sie Redakteurin der Kinderzeitschrift Raj und von 1920 bis 1922 der Zeitungsbeilage Serbski student. Außerdem trug sie zum ersten sorbischen Lesebuch für die Oberstufe bei. Gleichzeitig entstanden in den 1920er Jahren ihre ersten eigenen literarischen Arbeiten, wie die Novelle Wusadny („Der Aussätzige“; 1922/23 in der Zeitschrift Łužica) oder das Theaterstück Chodojta („Die Hexe“; Vorpremiere auf der 50. Schadźowanka 1925 in Crostwitz). In ihrer Zeit an den deutschen Schulen in Pulsnitz und Großröhrsdorf verfasste sie auch einige deutsche Stücke.
Nach dem Zweiten Weltkrieg trat Marja Kubašec 1947 dem Kreis sorbischer Schriftsteller bei und 1954 dem Schriftstellerverband der DDR. 1964 war sie an der Gründung des Sorbischen Pioniertheaters beteiligt, aus dem nach der Wende 1990 das Sorbische Kindertheater am Deutsch-Sorbischen Volkstheater hervorging. Ihr Stück Wichor a słónčna pruha („Sturm und Sonnenstrahl“) war 1965 die erste Inszenierung des Theaters.
Besonders mit ihren Biografien der beiden Opfer des Nationalsozialismus Maria Grollmuß (Hwězdy nad bjezdnom, 1960) und Alois Andritzki (Alojs Andricki, 1967), aber auch mit der historischen Trilogie über einen sorbischen Winkelschullehrer des 18. Jahrhunderts Bosćij Serbin fand Kubašec großen Zuspruch. Außerdem übersetzte sie zahlreiche Stücke aus dem Tschechischen und später auch aus dem Russischen. Einige ihrer Werke wurden ins Deutsche, Tschechische, Polnische und Bulgarische übersetzt.
1962 wurde Marja Kubašec mit dem Ćišinski-Preis ausgezeichnet; 1966 erhielt sie den Literaturpreis der Domowina und 1975 die Johannes-R.-Becher-Medaille.

## Ausgewählte Werke
- Wusadny. Smoler, Budyšin 1925.
- Khodojta. Hra w třoch jednanjach. Smoler, Budyšin 1926.
- Jakub Bart Ćišinski. Basnik młodźiny a přichoda 1856–1909. Ludowe nakładnistwo Domowina, Budyšin 1949.
- Afrika Wudawa komisija serbskich wučerjow. Domowina-Verlag, Bautzen, 1949 (mit Jan Hostan)
- Koło časow. Wubrana zběrka powědančkow. Ludowe nakładnistwo Domowina, Budyšin 1959.
- Hwězdy nad bjezdnom. Ludowe nakładnistwo Domowina, Budyšin 1960.
- Ptače worakawstwa a druhe powědančka. Ludowe nakładnistwo Domowina, Budyšin 1961
- Bosćij Serbin. Historiski roman. Trilogie, Ludowe nakładnistwo Domowina, Budyšin 1963, 1964 und 1965.
- Alojs Andricki. Ludowe nakładnistwo Domowina, Budyšin 1967.
- Lěto wulkich wohenjow. Historiski roman. Ludowe nakładnistwo Domowina, Budyšin 1970.
- Sterne über dem Abgrund. Das Leben von Maria Grollmuß. Biographie, Union-Verlag, Berlin 1976.
- Nalětnje wětry. Ludowe nakładnistwo Domowina, Budyšin 1978.
- Das Grab in der Heide. Erzählungen, übers. von Elenore Schmidt, Union-Verlag, Berlin 1990.